# ژان تیسن
ژان تیسن (به انگلیسی: Jean Thissen) بازیکن فوتبال اهل بلژیک و عضو تیم ملی فوتبال بلژیک است که در تاریخ ۱۰ ژانویه ۱۹۶۸ میلادی اولین بازی ملی‌اش را مقابل تیم ملی فوتبال اسرائیل انجام داد. او در ۳۴ بازی ملی حضور داشت و جمعاً ۲۹۹۲ دقیقه برای تیم ملی فوتبال بلژیک به میدان رفت. ژان تیسن آخرین بازی ملی خود را در تاریخ ۲۶ اکتبر ۱۹۷۷ میلادی در برابر تیم ملی فوتبال هلند انجام داد. وی در بازی‌های ملی‌اش گلی به ثمر نرساند.